# Matija Rukavina
Matija ili Mate Rukavina barun Bojnogradski (Trnovac (Gospić), 1737. - Beč, 3. svibnja 1817.),  hrvatski general Habsburške vojske.

## Životopis
Barun Matija Rukavina Bojnogradski rodio se 1737. godine u Trnovcu u časničkoj obitelji. Bio je satnik Ličke pješačke pukovnije, a 1778. godine postao je bojnik u Otočkoj pješačkoj pukovniji. Godine 1789. unaprijeđen je u pukovnika. Ranjen je 1794. godine u bitci s Francuzima kod mjesta Madona de Monte. Kao visoki časnik austrijske vojske došao je nakon pada Mletaka 1797. godine s vojskom u Zadar i pridonio propasti Mletačke Republike. Kao austrijski časnik i hrvatski domoljub bio je pristaša sjedinjenja Dalmacije s Hrvatskom nakon pada Mletačke Republike. Ovakvo držanje generala Rukavine nije se sviđalo Bečkom dvoru koji mu oduzima građansku vlast u Dalmaciji, a ostavlja vojnu vlast nad ovim područjem. Bio je od 1789. do 1795. godine zapovjednik Ogulinske pukovnije. Godine 1797. postavljen je za zapovjednika nekadašnjih mletačkih posjeda, Dalmacije i Albanije. Austrija je to područje upravo stekla mirom u Campoformiju, kojim je dokinuta vjekovna Mletačka Republika. To je bio vrlo težak i osjetljiv položaj pa su Rukavinine zasluge tim veće jer je znatno pridonio mirnom uspostavljanju austrijske vlasti. Njegovo poznavanje zemlje i ljudi, kao i njegova divovska pojava budili su strahopoštovanje, mir i red u svim dijelovima generalata i na njegovim granicama. Godine 1801. Rukavina je promaknut u čin podmaršala, a dvije godine poslije postao je titularni pukovnik-vlasnik 52. linijske pješačke pukovnije. Nakon sklapanja Bečkog mira Rukavina je umirovljen i ostatak života proveo je u Penzingu pokraj Beča. Ondje je i umro 3. svibnja 1817. godine. Sveti Petar Cetinjski je spomenuo Rukavinu u jednom svom pismu iz 1798. godine.